# Arteria central de la retina

.

La arteria central de la retina es una arteria que se origina como rama colateral de la arteria oftálmica.

## Ramas
Según el Diccionario enciclopédico ilustrado de medicina Dorland, 27ª edición, a nivel de la papila óptica se divide en dos ramas terminales, una ascendente o superior y otra descendente o inferior.
En la Terminología Anatómica se describen las siguientes dos ramas:
A12.2.06.025 Porción extraocular de la arteria central de la retina (pars extraocularis arteriae centralis retinae).
A12.2.06.026 Porción intraocular de la arteria central de la retina (pars intraocularis arteriae centralis retinae).

## Trayecto
Tras nacer de la arteria oftálmica, discurre por debajo del nervio óptico y por dentro de su vaina dural hacia el globo ocular. Cerca de este último, ingresa en el nervio óptico, emitiendo ramas sobre la superficie interna de la retina. Estas ramas terminales constituyen el único medio de suministro sanguíneo para la mayor parte de la misma.

## Distribución
Irriga la retina. La parte central de la retina donde los rayos de luz se enfocan tras pasar a través de la pupila y el cristalino es una zona circular denominada mácula. El centro de esta zona circular es la fóvea. La fóvea y una pequeña zona que la rodea no reciben sangre de la arteria central de la retina o de sus ramas, sino de la coroides en su lugar.
La arteria central de la retina irriga todas las fibras nerviosas que forman el nervio óptico, que transporta la información visual al lóbulo occipital de la corteza cerebral, incluyendo aquellas que alcanzan la fóvea.

## Patología
Si la arteria central de la retina se ocluye, se produce una pérdida completa de la visión en el ojo correspondiente. La retina al completo (con la excepción de la fóvea) se vuelve pálida, hinchada y opaca, mientras que la fóvea central aún aparece rojiza (esto se debe a que se transparenta el color de la coroides). Esta es la base de la famosa "mancha rojo cereza" que se ve en la retina en el examen del fondo de ojo cuando existe oclusión de la arteria central de la retina (OACR, o CRAO en inglés).
En el 20% de la población, existe una rama de la circulación denominada arteria cilio-retinal, que irriga la retina entre la mácula y el nervio óptico, incluyendo las fibras nerviosas de los fotorreceptores de la fóvea. Si esta arteria está presente, la visión central se verá preservada incluso en caso de padecerse obstrucción de la arteria central de la retina. No obstante, debe notarse que la arteria cilio-retinal en sí misma es una rama de las arterias ciliares cortas posteriores, que provienen a su vez de la arteria oftálmica. Por lo tanto si la arteria cilio-retinal se ocluye, se produce una pérdida significativa de la visión en la región macular, mientras que el resto del campo visual permanece inalterado.

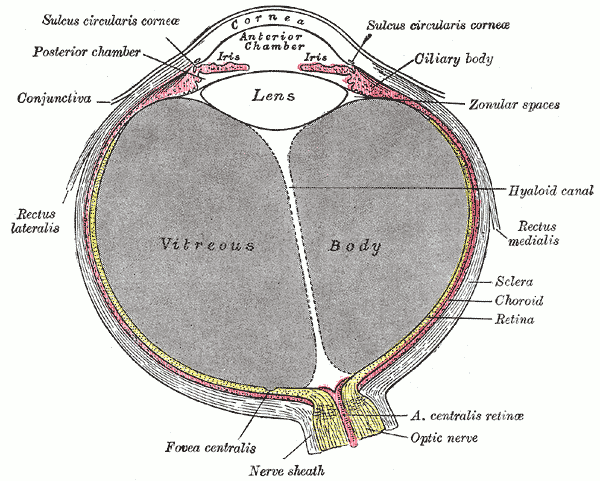
Sección horizontal del globo ocular.
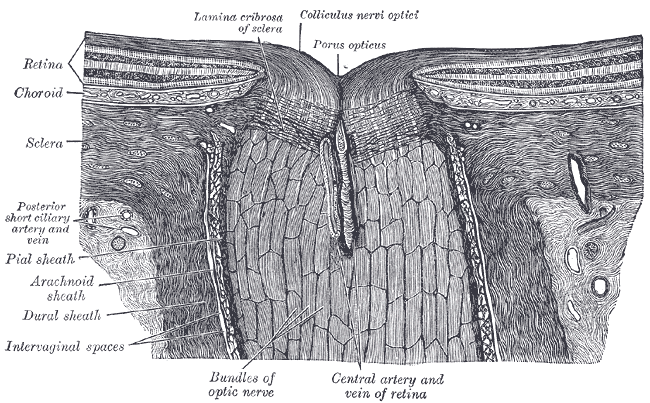
Porción terminal del nervio óptico y su entrada en el globo ocular, en sección horizontal.
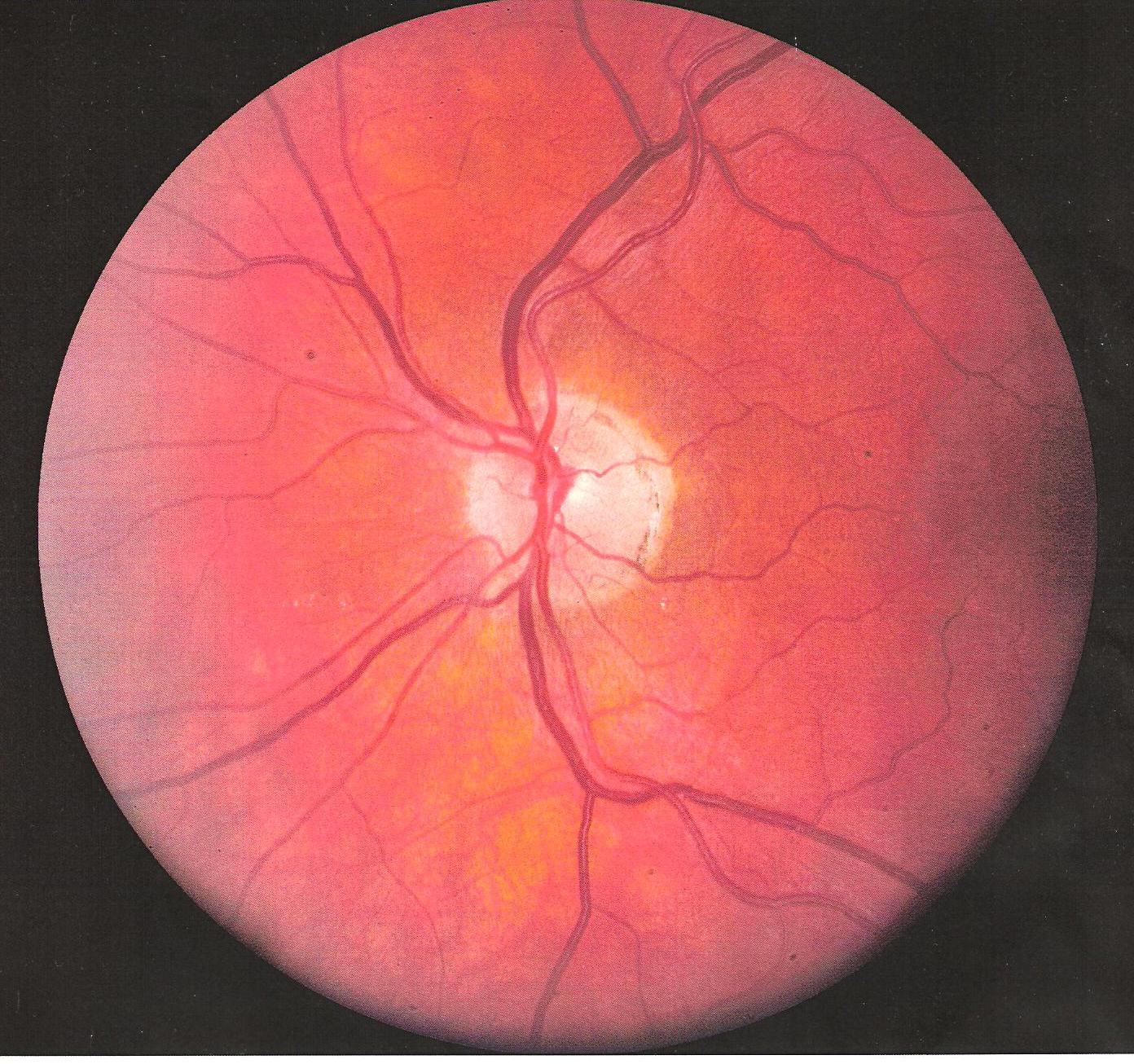
Vasos sanguíneos del ojo.